# 佩里維爾 (阿拉斯加州)
佩里維爾（英語：Perryville）是位於美國阿拉斯加州湖泊-半島自治市鎮的一個非建制地區和人口普查指定地區。根據2010年美國人口普查，該地人口為113人，而該地的面積約為24.00平方千米。

## 地理
佩里維爾的座標為55°54′49″N 159°09′04″W / 55.91361°N 159.15111°W，而該地的平均海拔高度為11米（即36英尺）。